# 2,6-二氯苯酚
2,6-二氯苯酚（2,6-DCP）是一种有机氯化合物，化学式为Cl2C6H3OH，它是二氯苯酚的六种同分异构体之一，常温常压下为无色液体，其pKa为6.78。